# Agent de cuisson
Les agents de cuisson sont des substances liquides, crémeuses, en poudre ou sous forme de pâte qui sont ajoutées à la pâte de pain et aux produits de boulangerie.

## Description
Leur objectif est de faciliter le traitement de la pâte ou de la masse, de garantir une qualité constante du produit, de compenser les modifications des caractéristiques de traitement des matières premières et d’améliorer la qualité des produits. Depuis 1972, le nom légalement requis en Allemagne est Backmittel, auparavant Backhilfsmittel; en Autriche, les deux termes sont communs. La différence avec les agents de traitement de la farine se situe entre autres sur le lieu de travail. Des agents de traitement de la farine sont ajoutés à la minoterie pour fournir des boulettes de blé et de seigle aux boulangeries et aux fabricants de boulangerie, de préférence avec une qualité (ou spécifications) constante. 
Les ingrédients typiques d'un agent de cuisson pour les pâtisseries au blé sont les suivants: farines gonflantes, amidons gonflants, hydrocolloïdes, émulsifiants, gluten de blé, farine de malt, sucre, phosphates, enzymes, acide ascorbique, acidifiant, lait en poudre, lactosérum en poudre et cystéine . 
La plupart des composants de l'agent de cuisson doivent être déclarés: soit avec leur nom chimique, soit le numéro E associé. La vente de biscuits non emballés est exclue. Ici, cependant, le client peut demander une liste de tous les additifs, y compris les agents de cuisson.

## Classification
Les agents de cuisson sont différents dans leur composition. Par conséquent, ils sont divisés en groupes selon leur effet (conservation, fraîcheur) : 
- agent de cuisson pour les pains et autres produits de boulangerie à base de farine de seigle et de farine grossière ;
- agent de cuisson pour le pain et la pâtisserie au blé ;
- agent de cuisson pour améliorer la durée de conservation et la fraîcheur de tous les produits de boulangerie" - avec, par exemple, la gomme de guar, la gomme de xanthane, le carraghénane ;
- agent de cuisson pour petits pains (petits gâteaux à la levure) - par exemple enzymes, émulsifiants, malt, acide ascorbique ;
- agent de cuisson pour le pain - par exemple, les acidifiants de la pâte tels que l'acide lactique ou l'acide citrique, les farines gonflées ou les épaississants ;
- agent de cuisson pour le pain toast et le pain blanc - par exemple, le glucose, l'acide ascorbique, les enzymes, les émulsifiants ;
- agent de cuisson pour les pâtisseries fines à la levure - par exemple, les acidifiants pour la pâte tels que l'acide lactique, la farine de malt, les amylases ;
- agent de cuisson pour les masses de pâte sablée ou de pâte à biscuits - par exemple, les agents de fouettage tels que les mono- et diglycérides d'acides gras ;
- agent de cuisson pour la conservation des produits de boulangerie (protection contre la moisissure et le filage ) - acide sorbique, acide propionique[2].

Les taux d'application dépendent de l'utilisation prévue de l'agent de cuisson et sont spécifiés par le fabricant de l'agent de cuisson dans les instructions d'application (également obligation de déclaration). 